# Aouda
Aouda est l'un des principaux personnages du Tour du monde en quatre-vingts jours de Jules Verne.

## Le personnage
Fille de riches négociants de Bombay, cette Indienne « de race parsie » est célèbre pour sa beauté. Ayant reçu une éducation absolument anglaise, par ses manières, elle passe pour une Européenne. Orpheline, elle est mariée de force à un vieux rajah du Bundelkund, qui la laisse veuve trois mois plus tard. La famille du rajah, soucieuse de ne pas la voir hériter du défunt, la voue au sutty. Mais Phileas Fogg et ses compagnons arrivent à cet instant sur les lieux du sacrifice. Leur guide, qui connait l'histoire de la jeune femme, les avertit qu'elle n'est pas consentante, mais droguée, pour suivre son vieux mari dans l'au-delà, contrairement à certaines autres épouses. D'ailleurs, pour échapper à ce supplice, Aouda a tenté de s'échapper, mais, reprise, elle est conduite au bûcher. Fogg, puisqu'il a un  peu de temps, décide de la sauver. Finalement, elle est extirpée de ce terrible destin grâce à Passepartout que les brahmanes et la foule prennent pour le défunt ressuscité. Dans l'impossibilité de rester dans la région où sa vie serait en danger à chaque instant dès que les fakirs auront reconnu le stratagème de Passepartout, Phileas Fogg offre à Aouda de l'accompagner jusqu'à Hong-Kong où réside un des parents de la jeune femme.  arrivée sur place, celle-ci apprend que le négociant s'est finalement installé en Hollande. Fogg lui propose alors de le suivre en Europe, puisque cet incident ne dérange pas ses plans. Bien que lui témoignant une vive reconnaissance, la jeune femme est un peu décontenancée devant l'attitude de son sauveur qui semble ne pas éprouver la plus légère émotion. Mais Passepartout lui explique l'excentrique personnalité de son maître et le but de son voyage. Mistress Aouda en sourit et sent petit à petit un sentiment plus vif entrer dans son cœur à l'encontre du gentleman.
Au cours du périple qui suivra, la droiture, la franchise, la sensibilité et le courage de la jeune femme auront tout loisir de se révéler. 
De retour en Grande-Bretagne, Phileas Fogg installe Aouda dans sa demeure. Croyant avoir perdu son pari et être ruiné, le gentleman songe au suicide, déterminé à laisser le peu de son argent à sa compagne de voyage. C'est alors que Mistress Aouda prend les devants et lui demande de l'épouser. Bouleversé, Fogg accepte. Passepartout est chargé de quérir un révérend pour le mariage. Et c'est ainsi que sera découvert l'existence du jour fantôme qui changera la donne.

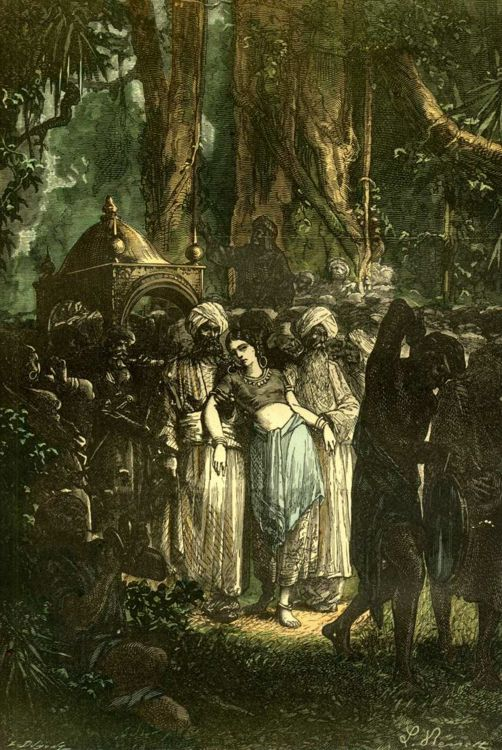
Aouda conduite au bûcher

## Citations
« La jeune femme, assise à l'arrière, se sentait émue en contemplant cet océan, assombri déjà par le crépuscule, qu'elle bravait sur une frêle embarcation. Au-dessus de sa tête se déployaient les voiles blanches, qui l'emportaient dans l'espace comme de grandes ailes. La goélette, soulevée par le vent, semblait voler dans l'air ».

« - Monsieur Fogg, dit alors Mrs Aouda, qui se leva et tendit sa main au gentleman, voulez-vous à la fois d'une parente et d'une amie? Voulez-vous de moi pour votre femme? »
Mr Fogg, à cette parole, s'était levé à son tour. Il y avait comme un reflet inaccoutumé dans ses yeux, comme un tremblement sur ses lèvres. Mrs Aouda le regardait. La sincérité, la droiture, la fermeté et la douceur de ce beau regard d'une noble femme qui ose tout pour sauver celui auquel elle doit tout, l'étonnèrent d'abord, puis le pénétrèrent. Il ferma les yeux un instant, comme pour éviter que ce regard ne s'enfonçât plus avant ».
"C’était une Indienne d’une beauté célèbre, de race parsie, fille de riches négociants de Bombay. Elle avait reçu dans cette ville une éducation absolument anglaise, et à ses manières, à son instruction, on l’eût crue Européenne. Elle se nommait Aouda.
Orpheline, elle fut mariée malgré elle à ce vieux rajah du Bundelkund. Trois mois après, elle devint veuve. Sachant le sort qui l’attendait, elle s’échappa, fut reprise aussitôt, et les parents du rajah, qui avaient intérêt à sa mort, la vouèrent à ce supplice auquel il ne semblait pas qu’elle pût échapper"

« Cette femme était jeune, blanche comme une Européenne. Sa tête, son cou, ses épaules, ses oreilles, ses bras, ses mains, ses orteils étaient surchargés de bijoux, colliers, bracelets, boucles et bagues. Une tunique lamée d’or, recouverte d’une mousseline légère, dessinait les contours de sa taille »

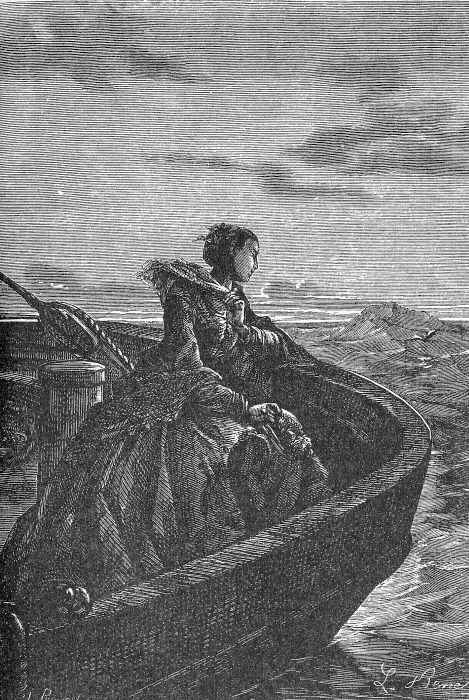
Aouda à bord de la Tankadère

## Filmographie
- Dans le film de 1956, Aouda prend les traits de Shirley MacLaine.
- Julia Nickson reprend le rôle dans la mini-série télévisée de 1989.

## Source bibliographique
- Revue Jules Verne no 9, Jules Verne au féminin, CIJV, 2000